# Ittenheim
Ittenheim é uma comuna francesa na região administrativa de Grande Leste, no departamento Baixo Reno. Estende-se por uma área de 6,7 km². Em 2010 a comuna tinha 2 136 habitantes (densidade: 318,8 hab./km²).